# Diphya simoni
Diphya simoni là một loài nhện trong họ Tetragnathidae.
Loài này thuộc chi Diphya. Diphya simoni được miêu tả năm 1950 bởi Kauri.